# Trần Minh Nhật
Trần Minh Nhật là một nhà báo và nhà hoạt động nhân quyền người Việt Nam đến từ tỉnh Lâm Đồng ở miền nam Việt Nam. Ngày 27 tháng 8 năm 2011, chính quyền Việt Nam đã bắt giữ Nhật và buộc tội anh “hoạt động nhằm lật đổ chính quyền nhân dân” theo Điều 79 Bộ luật Hình sự Việt Nam do những bài viết ủng hộ tự do ngôn luận và hệ thống chính trị đa nguyên của anh. ở Việt Nam. Nhật bị kết tội và bị kết án bốn năm tù cộng thêm ba năm quản chế.  Cuối cùng anh ta được trả tự do vào ngày 28 tháng 8 năm 2015 sau khi mãn hạn tù, nơi anh ta liên tục bị cảnh sát sách nhiễu.

## Tiểu sử
Trần Minh Nhật là nhà báo và blogger của Dòng Chúa Cứu Thế Việt Nam, một hãng tin Công giáo độc lập đưa tin về các vấn đề tôn giáo, xã hội và nhân quyền ở Việt Nam. Là một thành viên của nhà thờ Kỳ Đồng Dòng Chúa Cứu Thế tại Thành phố Hồ Chí Minh, Nhật được biết đến với việc đóng góp các bài viết chính trị ủng hộ dân chủ và nhân quyền cho trang web của nhà thờ.

## Bắt giữ năm 2011
Năm 2011, Trần Minh Nhật hỗ trợ tổ chức và tham gia các cuộc biểu tình phản đối chính sách của Trung Quốc về Biển Đông và hoạt động khai thác bauxite của họ ở Tây Nguyên Việt Nam. Trong đó có bài này, Nhật viết cho Dòng Chúa Cứu Thế viết blog đòi quyền tự do ngôn luận và ủng hộ hệ thống chính trị đa đảng, đa nguyên.
Ngày 27 tháng 8 năm 2011, Nhất bị bắt tại Đại học Ngoại ngữ Tin học Thành phố Hồ Chí Minh và bị buộc tội theo Khoản 2 Điều 79 Bộ luật Hình sự Việt Nam về tội “hoạt động nhằm lật đổ chính quyền nhân dân,” một chiến lược thường được sử dụng bởi chính phủ Việt Nam buộc tội và kết án các nhà hoạt động dân chủ.
Ngày 9 tháng 1 năm 2013, Tòa án Nhân dân tỉnh Nghệ An đã mở phiên tòa xét xử Nhất và 13 nhà hoạt động khác bị kết tội “hoạt động nhằm lật đổ chính quyền nhân dân” do hoạt động chính trị và dính líu đến tổ chức bị cấm. nhóm đối lập Việt Tân . Anh ta bị kết án bốn năm tù giam và ba năm quản chế.

### Phản ứng Quốc tế
Sau phán quyết, Tổ chức Theo dõi Nhân quyền ra thông cáo báo chí kêu gọi Thủ tướng Việt Nam Nguyễn Tấn Dũng ngay lập tức “rút lại mọi cáo buộc đối với những người đang bị giam chờ xét xử và những người đã bị kết án vô điều kiện.”
Vào ngày 13 tháng 12 năm 2011, Dân biểu Susan Davis của Địa hạt 53 của California và là thành viên của Nhóm Quốc hội về Việt Nam [?] đã phát biểu trước Quốc hội Hoa Kỳ thay mặt cho 14 nhà hoạt động thanh niên Công giáo Việt Nam bị bắt giữ. Nữ Dân biểu kêu gọi các đồng nghiệp của mình “sát cánh với những cá nhân dũng cảm này và lên tiếng yêu cầu Chính phủ Việt Nam trả tự do cho tất cả các tù nhân lương tâm và thực hiện các cam kết về nhân quyền cho tất cả mọi người.”
Sau phiên tòa, Phil Robertson, phó giám đốc bộ phận châu Á của Tổ chức Theo dõi Nhân quyền, tuyên bố rằng “đây là nhóm lớn nhất bị đưa ra xét xử cùng nhau trong thời gian gần đây.” Brad Adams, Giám đốc Châu Á của Tổ chức Theo dõi Nhân quyền, lên án các vụ bắt giữ và tuyên bố rằng “Việc kết án các nhà hoạt động ôn hòa hơn nữa là một ví dụ khác về một chính phủ ngày càng sợ ý kiến của chính người dân của mình. Thay vì bỏ tù những người chỉ trích, chính phủ Việt Nam nên vinh danh họ vì những nỗ lực giải quyết vô số vấn đề mà đất nước đang phải đối mặt mà chính chính phủ cũng đã xác định.”

### Giam giữ
Trong thời gian ở nhà tù Nghi Kim, Nhật bị đối xử tệ bạc và bị buộc phải sống trong điều kiện nhà tù khắc nghiệt với thời tiết mùa hè khắc nghiệt, không được cho uống thuốc men và không được đọc tài liệu. Trong tù, Nhật tuyệt thực kéo dài để phản đối những điều kiện và sự đối xử bất công mà anh và các bạn tù phải đối mặt. [10] Nhật cũng bị áp lực phải ký vào bản thú tội để được giảm án nhưng đã công khai từ chối, nói rằng anh ta “không có tội và không ai có thể buộc tôi phải ký vào bản thú tội.”
Ngày 8/1/2013, anh kháng cáo xin giảm án nhưng bị tòa bác đơn, mặc dù mãn hạn tù anh không phải chịu án quản chế nữa.

## Phóng thích
Trần Minh Nhật được trả tự do vào ngày 28 tháng 8 năm 2015 sau khi chấp hành án tù bốn năm. Kể từ khi được trả tự do, Nhật và gia đình liên tục bị chính quyền sách nhiễu.
Ngày 8 tháng 11 năm 2015, Nhật và đồng bọn là Chu Mạnh Sơn bị Công an huyện Đinh Văn, tỉnh Tây Nguyên bắt giữ khi đang vào thành phố Hồ Chí Minh chữa bệnh. Ông bị buộc tội liên lạc với một linh mục Dòng Chúa Cứu Thế và sử dụng tiền để thực hiện các hoạt động chống phá nhà nước. Sau khi bị đưa đến đồn cảnh sát địa phương, cả hai người đàn ông đều bị đánh đập và hành hung dã man.
Vào cả ngày 24 tháng 12 năm 2015 và ngày 2 tháng 1 năm 2016, một số đối tượng không rõ danh tính đã đột nhập vào tài sản của anh Nhật để phá hoại nhà của gia đình anh. Phần lớn thảm thực vật như dây tiêu, cây cà phê và cây bơ đều bị nhiễm độc hóa học hoặc bị chặt hạ và các đường ống tưới tiêu bị phá hủy. Những cá nhân không rõ danh tính này bị nghi ngờ đã được công an Việt Nam thuê như một hình thức sách nhiễu khác nhằm ngăn cản Nhất tiếp tục công việc nhân quyền của mình.
Từ ngày 10 tháng 2 đến ngày 22 tháng 2 năm 2016, Nhật lại bị công an tấn công cả trong lẫn ngoài nhà riêng tại huyện Lâm Hà, Lâm Đồng. Cây cà phê của gia đình anh lại bị phóng hỏa, những người đàn ông bịt mặt ném đá vào nhà của họ, và một công an đến trước cửa nhà anh và yêu cầu Nhất ra ngoài, sau đó anh bất ngờ dùng đá tấn công anh khiến anh bị chấn thương nặng ở đầu.

## Phản ứng Quốc tế
Tuyệt vọng được giải thoát, Nhật tìm đến Đài Á Châu Tự Do nhờ giúp đỡ công khai hoàn cảnh hiện tại của mình. Anh Gia Minh nói với phóng viên Đài Á Châu Tự Do: “Tình cảnh của tôi hiện nay rất đáng báo động vì họ phun thuốc trừ sâu khắp nơi ở của tôi. Tôi có thể chết trong nhà vì độc tính. Ngay cả khi tôi bước ra ngoài để chăm sóc gà của chúng tôi, tôi muốn nôn mửa vì mùi […] Họ ném đá vào cửa sổ của chúng tôi, làm vỡ kính và bóng đèn. Những người theo dõi nhà tôi luôn có vũ khí trong xe của họ. Tôi rất lo lắng." [?]
Đại diện Hạ viện Úc Chris Hayes cho Phân khu Fowler, New South Wales đã trình bày hoàn cảnh của Nhật trước quốc hội, khen ngợi anh vì lòng dũng cảm của một nhà hoạt động nhân quyền: “Anh ấy là một người mà nhân quyền chắc chắn đã bị xúc phạm, nhưng tội ác của anh ấy là anh ấy đứng lên vì nhân quyền của người khác. Bất cứ nơi nào lạm dụng nhân quyền xảy ra—và đặc biệt là khi nó liên quan đến một đối tác thương mại có giá trị—thì đó phải là mối quan tâm của tất cả chúng ta.” Ông yêu cầu chính phủ phải hành động ngay lập tức vì sự bất công này, nói rằng “Bỏ qua là ngụy biện, từ đó dẫn đến chấp nhận. Chúng ta cần đứng lên bảo vệ những cá nhân đủ dũng cảm để đứng lên bảo vệ quyền lợi của người khác.”
Các cuộc tấn công nhằm vào Nhật, gia đình và tài sản của anh đã bị các tổ chức và cá nhân trên toàn thế giới lên án, bao gồm Tổ chức Ân xá Quốc tế, English Pen, và Front Line Defenders.